# چارلز آجمیان
چارلز ای. آجمیان (ارمنی: Չարլզ Աճեմյան; انگلیسی: Charles A. Agemian; زاده ۲۲ ژوئیهٔ ۱۹۰۹ – درگذشته ۳۰ مارس ۱۹۹۶) بانکدار ارمنی که مدیر و رئیس اجرایی Garden State National Bank بود.

## زندگی‌نامه
در ۲۲ ژوئیهٔ ۱۹۰۹ در حلب به دنیا آمد و در سن ۱۴ سالگی به ایالات متحده آمریکا مهاجرت کرد. پس از دریافت مدرک بی‌ای از مدرسه وارتون دانشگاه پنسیلوانیا آجمیان با مدرک MBA از مدرسه کسب‌وکار کلمبیا فارغ‌التحصیل شد. آجمیان فعالیت بانکی خویش را در سال ۱۹۲۷ به عنوان پیام رسان برای Bank of Manhattan Co شروع کرد. آجمیان در سال ۱۹۸۱ از Garden State بازنشسته شد ولی همچنان به عنوان عضو هیئت‌علمی در دانشکده تحصیلات تکمیلی بانکداری استونیر و دانشگاه پیس فعالیت نمود. در ۳۰ مارس ۱۹۹۶ در سن ۸۶ سالگی در نپتون سیتی، نیوجرسی درگذشت.